# 전조 (금속)

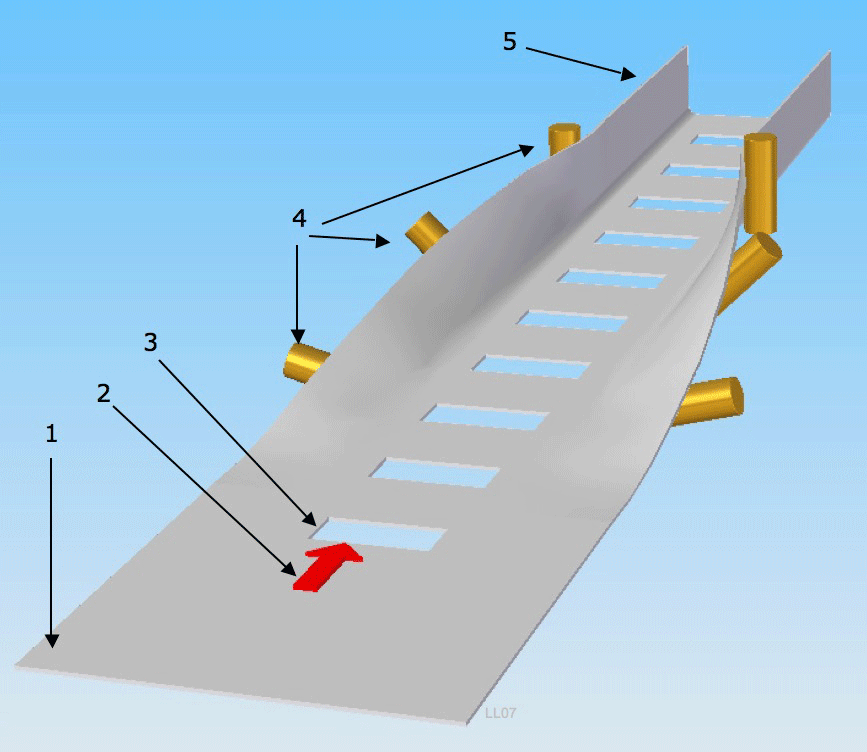

전조(轉造)는 전조다이스라고 하는 담금질경화(燒入硬化)한 공구의 표면에 나사산이나 스플라인 치형(spline 齒形)에 따른 형태를 파 놓고 소재에 강한 힘으로 밀어붙이면서 회전시켜 표층부분에 소성 변형을 일으켜 형(形)을 만드는 방법이다.
전조에는 열간전조와 냉간전조가 있는데 현재 널리 실용되고 있는 나사 전조나 스플라인 전조 등에는 냉간전조에 의한 것이 많다. 냉간전조의 경우는 가열할 필요가 없으며 전조 후의 제품 크기를 상당히 정확히, 또 다듬질면을 매끈하게 할 수가 있으며, 강도도 증가하는 특징이 있다. 나사 전조에는 롤러형의 나사형(롤러다이스)을 사용하는 방법과 평판상(平板狀)의 평(平) 다이스를 사용하는 방법 등이 있다. 롤러다이스법은 한쌍의 롤러다이스 사이에 그 소재를 끼우고 다이스를 회전시키면서 유압으로 압박하여 소재인 나사홈의 골짜기 부분을 밀어내어 나사산의 정부(頂部)를 솟구쳐 올림으로써 나사의 형태를 만드는 방법이다. 소재의 최초의 사이즈는 나사의 산과 골짝 중간의 직경으로 되어 있다.
평다이스법은 한쌍의 다이스를 나사의 곡경(谷徑) 만큼 띄어 평행으로 두고 그 사이에 소재를 끼우고 서로 반대 방향으로 평행운동케 한다. 다이스는 끝부분이 사면(斜面)으로 깎여졌으며 이 부분에서 소재에 달라붙어 그대로 다이스와 소재는 서로 마주 회전하는 상태로 운동하면서 전조가 이루어진다. 전조에 의하여 만들어진 나사는 절삭에 의해 만들어진 나사처럼 소재 조직의 흐름을 절단치 않으므로 수명이 길다. 톱니바퀴의 전조에서는 톱니가 위로 올라오기 어려우므로 조그만 톱니바퀴만이 냉간전조로 만들어지고 있으며 다소 큰 사이즈의 톱니바퀴의 열간전조도 실험적으로는 성공하고 있다. 스플라인축의 전조에는 원(圓)다이스를 반복해서 때리는 방법이 있다.

## 같이 보기
- 판금